# فام منه دوك
فام منه دوك (بالفيتنامية: Phạm Minh Đức)‏ هو لاعب كرة قدم فيتنامي في مركز الدفاع، ولد في 5 مايو 1976 في فيتنام. شارك مع منتخب فيتنام لكرة القدم. أما مع النوادي، فقد لعب مع نادي بيكامكس بين دونغ ونادي كوانغ نام ونادي هانوي ونادي هوانغ آنه جيا لاي.